# نبرد پانیوم
نبرد پانیوم ‎/pəˈnaɪ.əm/‎ (همچنین به عنوان پانیون، یونانی باستان: Πάνειον نیز شناخته می‌شود در سال ۲۰۰ پ.م در نزدیکی پانیوم (بانیاس امروزی) بین نیروهای امپراتوری سلوکی و امپراتوری بطلمیوسی به عنوان بخشی از جنگ پنجم سوریه صورت گرفت. سلوکیان توسط آنتیوخوس سوم رهبری می‌شدند، در حالی که ارتش بطلمیوسی توسط اسکوپاس از اتولی رهبری می‌شد. سلوکیان به پیروزی کامل دست یافتند و ارتش بطلمیوسی را نابود کردند و استان سول-سوریه را فتح کردند. این شکست ضربه سختی به بطلمیوسی‌ها وارد کرد و آن‌ها دیگر قدرت بزرگ مستقلی نبودند. آنتیوخوس جناح جنوبی خود را تثبیت کرد و شروع به تمرکز بر درگیری با جمهوری روم کرد.

## پیش زمینه

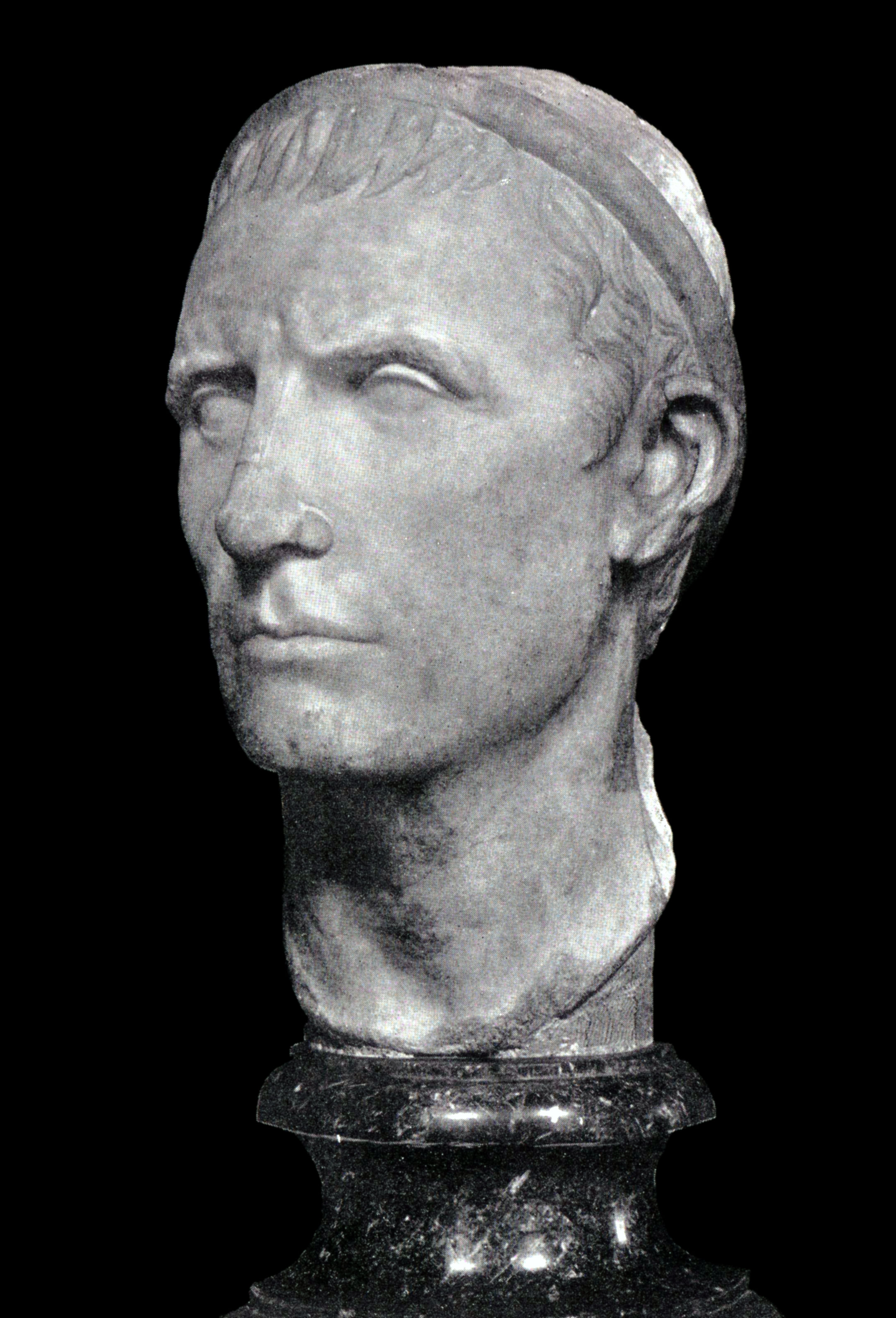
نیم تنه آنتیوخوس سوم در موزه لوور

در سال ۲۰۲ پ. م، بطلمیوس پسر تراسیا، فرماندار بطلمیوسی سول-سوریه، به طرف آنتیوخوس سوم، فرمانروای امپراتوری سلوکی، پناهنده شد.  آنتیوخوس از پاییز ۲۰۱ پ. م، تا زمستان به سوریه حمله کرد و بیشتر استان، از جمله شهر غزه را اشغال کرد.  فرمانده بطلمیوسی اسکوپاس اتولیایی در زمستان آن قسمت از استان را دوباره پس گرفت.  آنتیوخوس ارتش خود را در دمشق جمع کرد و در تابستان ۲۰۰ پ. م با ارتش بطلمیوسی در نهر پانیوم در نزدیکی کوه هرمون مقابله کرد. 

## پیش‌درآمد

### جناح بطلمیوسی
خط مقدم بطلمیوسی چهار کیلومتر عرض داشت.  بال چپ در دشت پایین فلات پانیوم مستقر شد.  آن‌ها شامل ۲۵۰۰۰ تا ۳۲۰۰۰ فالانژ مهاجر مقدونی به فرماندهی بطلمیوس پسر آئروپوس بودند.  آن‌ها بهترین سربازان امپراتوری بودند.  فرماندهی کل در اختیار یک ژنرال مزدور اتولیایی به نام اسکوپاس اتولیایی بود که ۶۵۰۰ مزدور اتولیایی شامل ۶۰۰۰ پیاده و ۵۰۰ سواره‌نظام را با خود آورد. 

### جناح سلوکی
آنتیوخوس احتمالاً حدود ۷۰۰۰۰ سرباز داشت که بیشتر آن‌ها در نبرد رافیا در ۲۱۸ پ. م شرکت داشتند.  پس از تسخیر مجدد ساتراپی‌های بالا در سال‌های گذشته، می‌توانست از پایگاه منابع بزرگ‌تری نسبت به قبل استفاده کند.  پولیبیوس از حضور کاتافراکت‌ها، سربازان تارانتو، فالانژها، هیپاسپیست‌ها، فیل‌های جنگی و جنگ‌جویان سبک را در صفوف ارتش سلوکی نام می‌برد. 

## نبرد

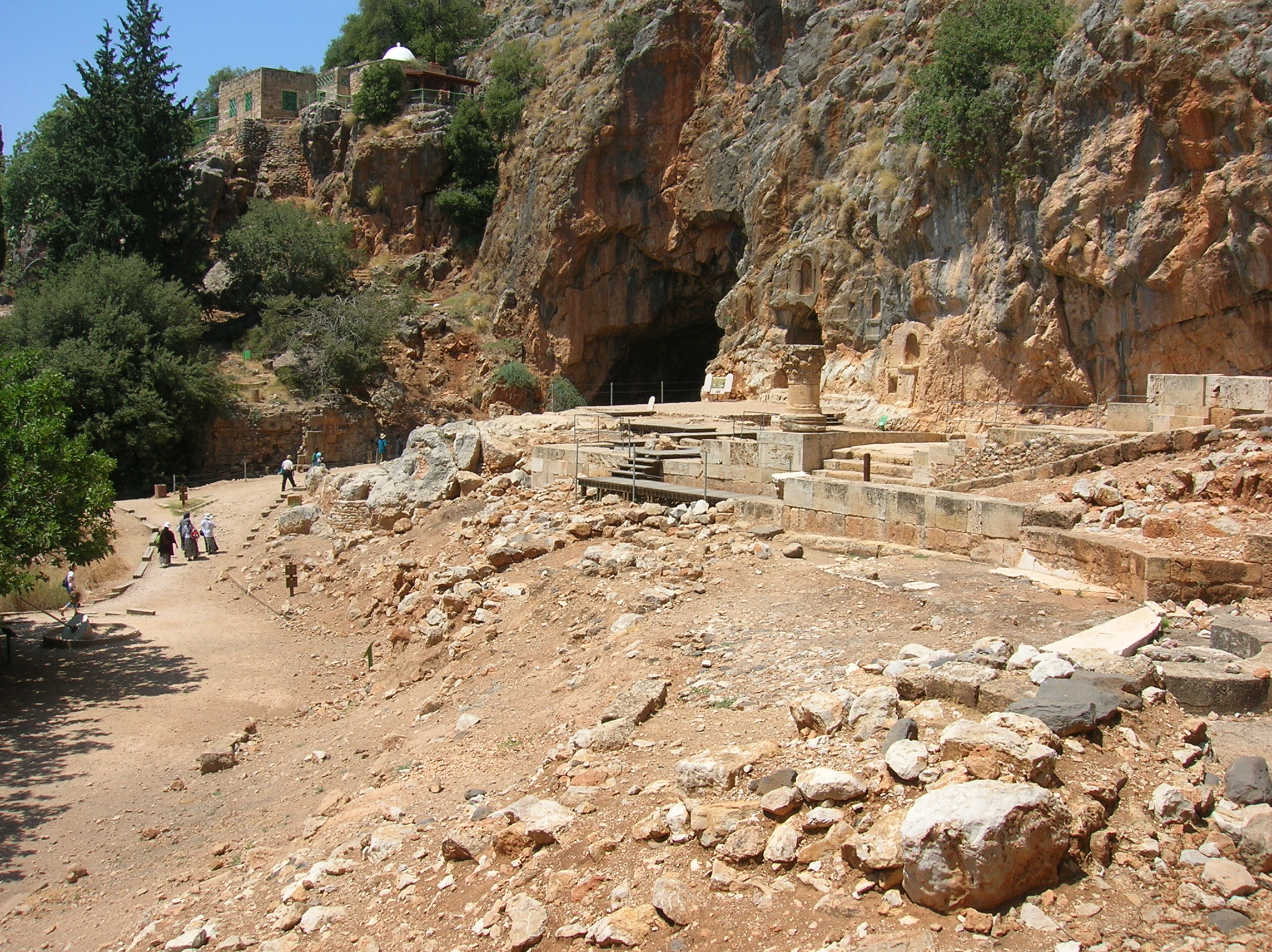
ورودی غار پان

آنتیوخوس کوچک، پسر اول آنتیوخوس سوم، فرماندهی کاتافراکت‌های ارتش سلوکی را بر عهده گرفت و شبانه تل حمرا، کوهپایه ای از کوه هرمون را تصرف کرد.  کاتافراکت‌ها نبرد را با حمله و شکست سریع سواره نظام بطلمیوسی تحت فرمان بطلمیوس آغاز کردند. 
در مرکز، فالانژ بطلمیوسی فالانژهای سلوکی خود را مجبور به عقب‌نشینی کردند.  فیل‌های سلوکی این موفقیت بطلمیوسی را با عبور از شکاف‌های فالانژ سلوکی متوقف و پیشروی آن‌ها خنثی کردند.  کاتافراکت‌ها تحت فرمان آنتیوخوس کوچک به تعقیب سواره نظام دشمن پایان دادند و از عقب فالانژهای بطلمیوسی را مورد حمله قرار دادند.  فالانژهای بطلمیوسی که از دو طرف توسط فیل‌های جنگی، فالانژها و کاتافراکت‌ها گیر افتاده و در همان‌جا نابود شدند.  اسکوپاس، واقع در جناح راست، از میدان گریخت و ۱۰۰۰۰ سرباز را با خود برد.

## عواقب
اسکوپاس ۱۰۰۰۰ مرد را رهبری کرد تا به صیدا پناه ببرند. سایر گروه‌های بطلمیوسی به اورشلیم، فنیقیه، سامره و دکاپولیس فرار کردند.  همه آن‌ها تا پایان سال ۱۹۸ پ. م مجبور به تسلیم شدند.  سول-سوریه تحت کنترل سلوکیان درآمد و بطلمیوسی‌ها مجبور شدند در سال ۱۹۵ پ. م با آنتیوخوس قرارداد صلح امضا کنند. به عنوان یکی از نتایج نبرد، امپراتوری بطلمیوسی مجبور شد نقش فالانژهای مهاجر مقدونی را در سال‌های بعد در ارتشش کاهش دهد. 
برخی از مفسران کتاب مقدس این نبرد را همان نبردی می‌دانند که در دانیال ۱۱:۱۵ به آن اشاره شده‌است، جایی که می‌گوید: «سپس پادشاه شمال خواهد آمد و برج‌های محاصره ای خواهد ساخت و شهری مستحکم را تصرف خواهد کرد.»

### تلفات
بر اساس میزان تلفات فالانژها در نبرد ماگنزیا در سال ۱۹۰ پ. م و پیدنا در سال ۱۶۷ پ. م، ۲۵۰۰۰ فالانژ بطلمیوسی احتمالاً ۱۷۵۰۰ تا ۲۰۸۲۵ نفر، کشته یا اسیر شده‌اند. 